# Paro Internacional de Mujeres

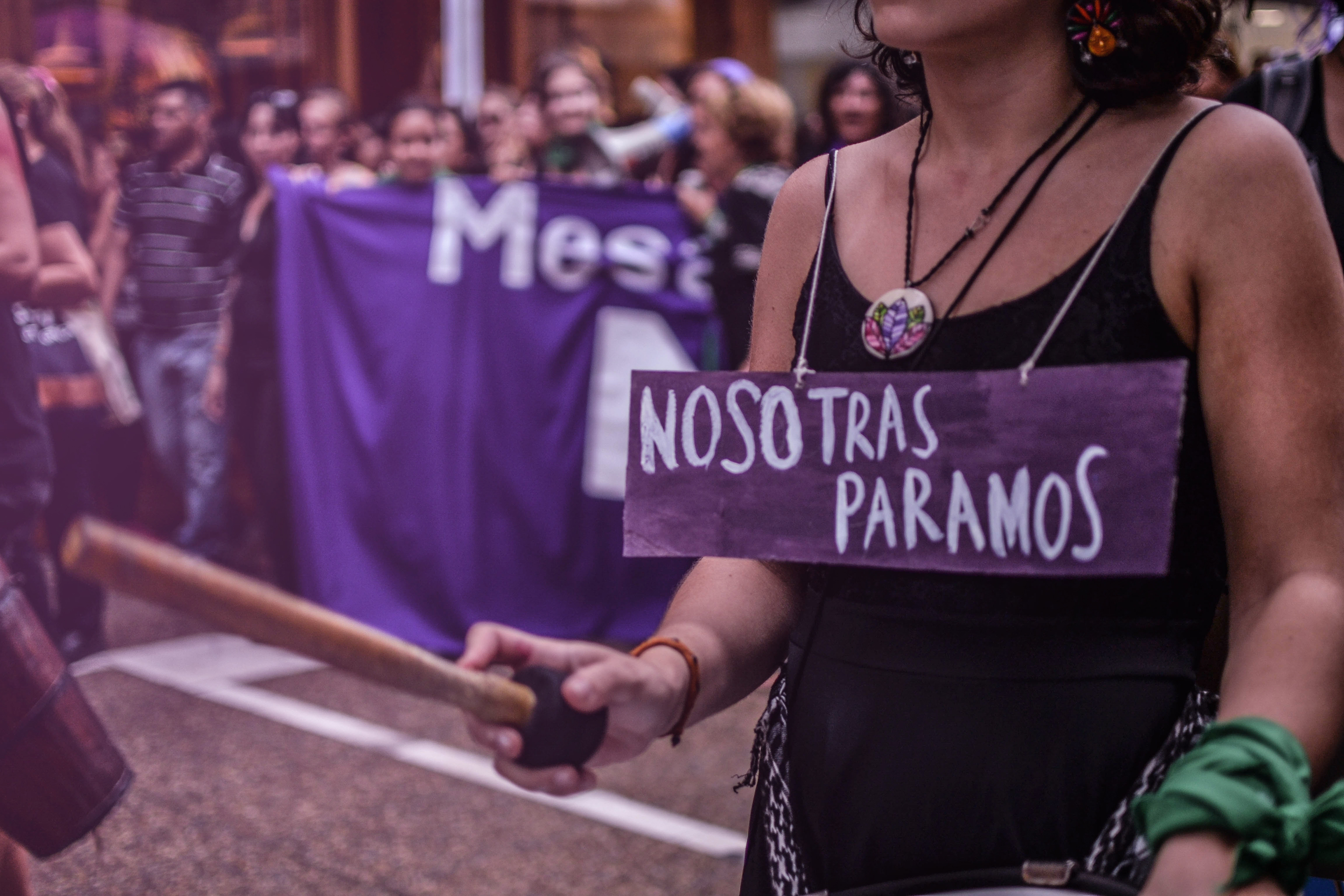
Paro Internacional de Mujeres el 8 de marzo de 2017, en Santa Fe, Argentina.

El Paro Internacional de Mujeres (PIM), en inglés International Women’s Strike (IWS), también conocido como Movimiento 8M o simplemente «8M», es un movimiento mundial que promueve una huelga internacional de mujeres el 8 de marzo, fecha en la que se celebra el Día Internacional de la Mujer. El movimiento fue creado a finales de octubre de 2016 como respuesta a la violencia social, legal, política, moral y verbal actual que sufren las mujeres contemporáneas en diversas latitudes y fue promovido por organizaciones de mujeres de más 50 países para visibilizar la violencia machista en todas sus formas y expresiones: sexual, social, cultural, política y económica.
El primer paro Internacional de Mujeres se convocó el 8 de marzo de 2017. Al año siguiente, se convocó al segundo Paro Internacional de Mujeres.

## Antecedentes
A lo largo del siglo XX, las luchas del movimiento de mujeres se centralizaron en la obtención del derecho al voto, al aborto, el divorcio y el salario igualitario. Existieron diversas manifestaciones tomadas como antecedentes para establecer un día global de reclamos por el cumplimiento de los derechos de las mujeres.
El 24 de octubre de 1975 en Islandia el 90 por ciento de las mujeres del país abandonaron sus trabajos durante 24 horas en protesta por la desigualdad salarial.
El 8 de marzo de 2000 la Campaña Internacional por un Salario para el Trabajo en el Hogar convocó la Huelga Global de las mujeres. La Campaña es impulsada por Selma James en 1972, para reivindicar el reconocimiento y el pago de todo el trabajo de cuidado y el retorno del gasto militar a la comunidad a través de una política de "Invertir en cuidar, no matar". A esta primera convocatoria de la Huelga Global de Mujeres se sumaron organizaciones de diversos países. Organizaciones de numerosos países (incluyendo  España,  Estados Unidos, Guyana, Haití, India, Italia, Irlanda, Perú, Reino Unido) participaron activamente especialmente en 2000 y 2001 reclamando otorgar a las mujeres justicia por su contribución no reconocida en la fuerza de trabajo. 

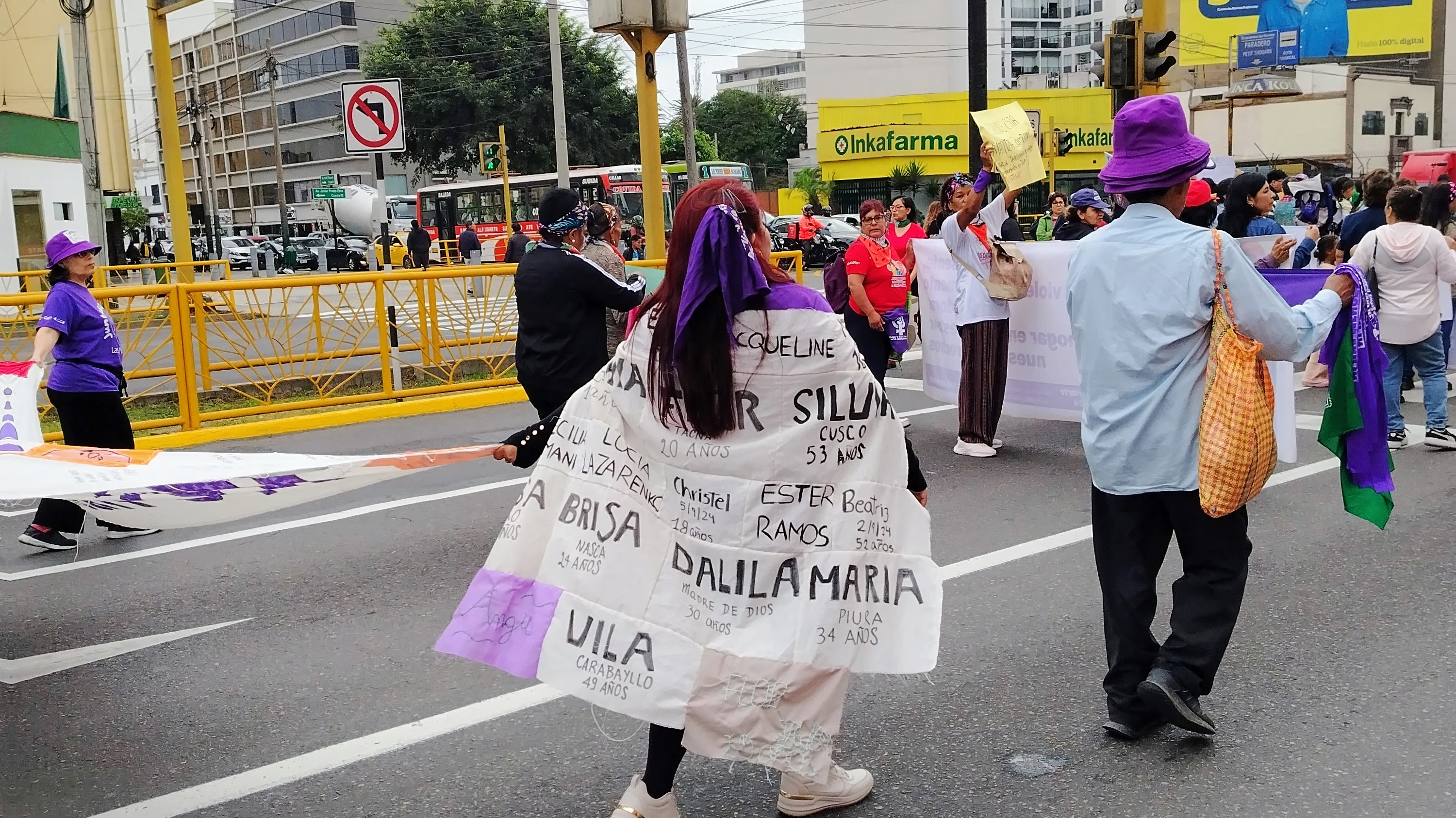
Marcha feminista en Lima

En octubre de 2000 en Argentina se lanzó la propuesta de la Huelga Mundial de Mujeres durante el Encuentro nacional de mujeres de Paraná en el que participaron 10.000 mujeres. Asumió la coordinación de la huelga mundial del 8 de marzo de 2001 en este país el Sindicato de Amas de Casa de Santa Fe.
El 8 de marzo de 2001 se convocó la segunda Huelga Mundial de las Mujeres, jornada en la que numerosos grupos de mujeres y feministas convocaron acciones en apoyo a la huelga en diversos países: Austria, Bolivia, Brasil, Chad, Colombia, Costa Rica, Congo, El Salvador, Eslovenia, España, Estados Unidos, Francia, Gran Bretaña, Grecia, Guyana, Guatemala, Haití, Honduras, Hungría, Irlanda, Italia, Kenia, México, Noruega, Paraguay, Perú, República Checa, Senegal, Suecia, Tanzania, Uganda, Uruguay, Yemen y Serbia.
El 3 de octubre de 2016 miles de mujeres en Polonia organizaron una marcha en protesta por la posible ilegalización del aborto y algunos colectivos hicieron un llamamiento a la huelga general. A través de las redes sociales se pidió a las mujeres "ausentarse del trabajo, alegar enfermedad o cualquier otro pretexto" para sumarse a las marchas. La jornada fue denominada "Lunes Negro". Miles de mujeres marcharon vestidas de negro y varias empresas polacas dieron el día libre a sus empleadas en solidaridad con la protesta.

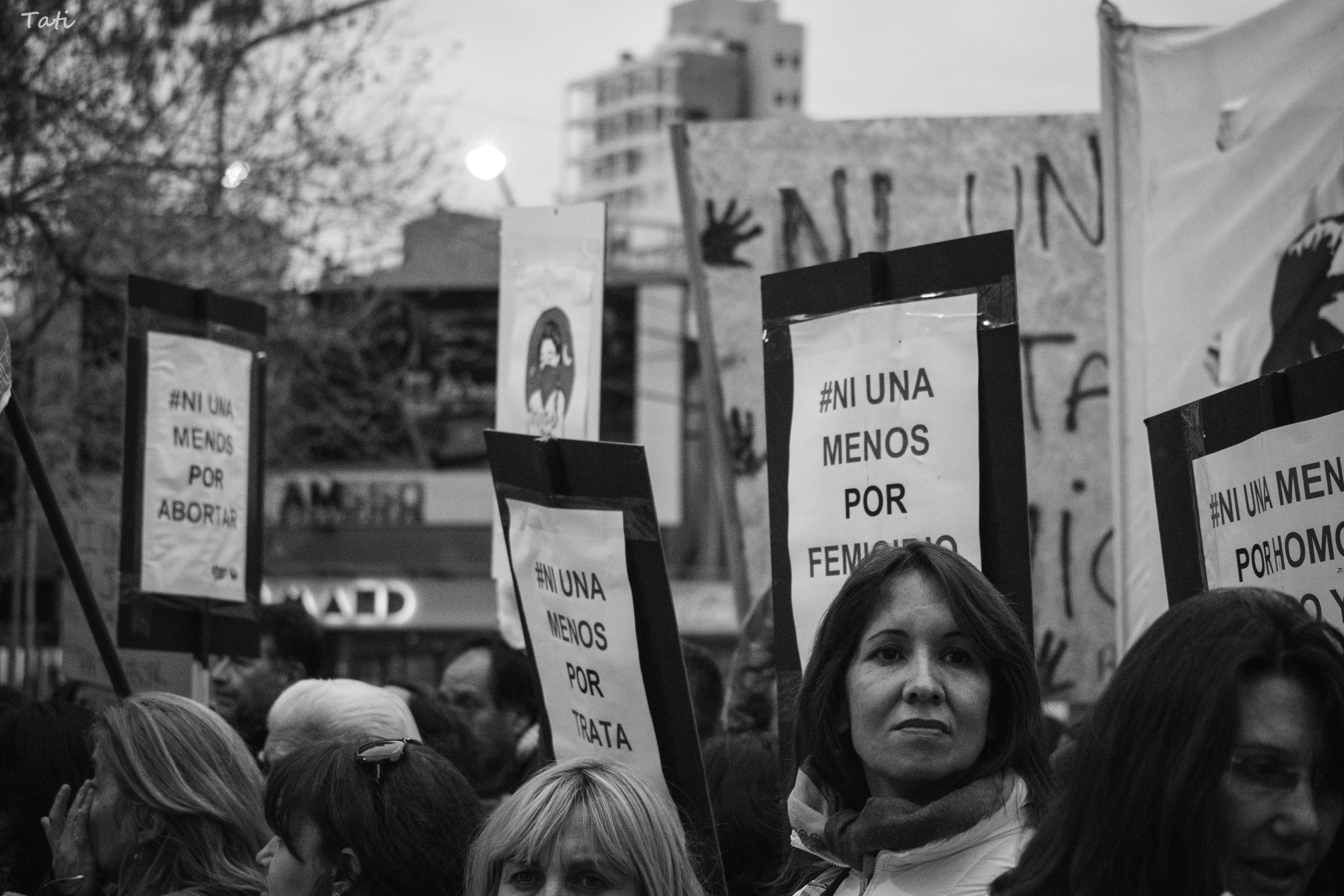
Marcha Ni una menos en 2016

El 19 de octubre de 2016 el movimiento contra la violencia hacia las mujeres Ni una menos convocó en Argentina un Paro nacional en repudio a los femicidios y contra la violencia machista y patriarcal obtuvo la adhesión de otros países como México, Chile, Bolivia, Honduras, Francia, España. Se realizó pocos días después del XXXI Encuentro Nacional de Mujeres, en el que algunas asistentes fueron provocadas por grupos antiderechos y reprimidas por la policía, y como reacción espontánea ante 7 feminicidios que tomaron estado público en el lapso de una semana, como el de la adolescente marplatense Lucía Pérez. La convocatoria, liderada por el colectivo Ni Una Menos, tuvo adhesión masiva.
El 20 de enero de 2017 se convocó en Estados Unidos la Marcha de las Mujeres que culmina con la propuesta de convocar un movimiento internacional de huelga de las mujeres el 8 de marzo. Lo lidera la plataforma Paro Internacional de Mujeres (International Women’s Strike) que lanza la convocatoria internacional para el 8 de marzo lo que denominaron "la primera huelga mundial de mujeres"
En enero de 2018 se realiza en Estados Unidos una nueva edición de la Marcha de las Mujeres y la plataforma Paro Internacional de Mujeres convoca de nuevo la Huelga Mundial de Mujeres invitando a las mujeres de diferentes países de Europa y América a secundar un nuevo paro internacional de mujeres 2018.

## Seguimiento del primer paro internacional de Mujeres (2017)

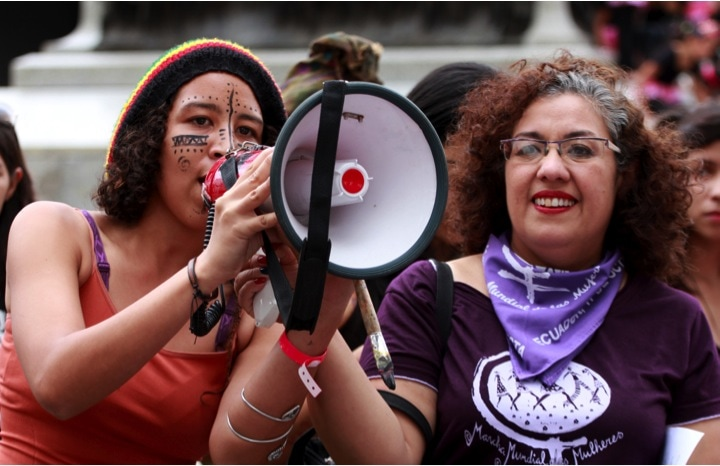
Paro de las Mujeres en 2017

### Argentina
El 8 de marzo con una gran afluencia de manifestantes en todo el país se concretó el Primer Paro Internacional de Mujeres. A lo largo de los dos meses anteriores diferentes grupos trabajaron en asambleas con lo que se consiguió el objetivo de obtener un documento que fue el que se leyó en la Plaza de Mayo en la tarde.

### Estados Unidos
El Paro Internacional de Mujeres del 8 de marzo de 2017 en Estados Unidos se convocó bajo el lema "Día sin las mujeres".
El 6 de febrero, ocho activistas: Linda Martín Alcoff, Cinzia Arruzza, Tithi Bhattacharya, Nancy Fraser, Barbara Ransby, Rasmea Odeh, Keeanga-Yamahtta Taylor y Angela Davis convocaron a un paro el 8 de marzo en los Estados Unidos. El mismo día, las organizadoras de la Marcha de Mujeres contra la administración Trump respaldaron la idea de una huelga general sin especificar una fecha. El 14 de febrero, los organizadores de la Marcha de Mujeres de enero respaldaron la huelga del 8 de marzo.
"Es el inicio del movimiento de nuevo mundo de las mujeres no se limita a resistir Trump y sus políticas misóginas, sino que se extenderá a la lucha contra las circunstancias que dieron como resultado el aumento de la autoridad de Trump, que está previsto por décadas de desigualdad económica, la violencia racial y sexual y las guerras del imperialismo extranjero" señala el movimiento reivindicando el fin de la violencia de género, justicia reproductiva completa para todas las mujeres independientemente de sus elecciones sexuales, derecho de las mujeres a disfrutar de todos los derechos laborales, una reestructuración exhaustiva del sistema de bienestar social estadounidense para satisfacer las necesidades de la mayoría (como la atención integral de la salud. beneficios de desempleo, beneficios de la seguridad social y educación gratuita para todos), la lucha contra el racismo, la supremacía blanca y el colonialismo y justicia ambiental.

### España
Siguiendo el llamamiento internacional del movimiento Paro Internacional de Mujeres, decenas de asociaciones y colectivos convocaron para el 8 de marzo un paro de mujeres señalando que más que de una huelga convencional, se trata de un día de movilización que busca usar distintas formas de protesta para clamar contra la violencia de género, la brecha salarial, el acoso, la discriminación laboral y, en general, contra el machismo en todas sus formas. De manera específica se hizo un llamamiento a las mujeres a realizar un paro en tareas de cuidados y también en el empleo productivo, acompañados de una huelga de consumo, manifestaciones, vigilias y concentraciones.
A la huelga se han sumado profesionales de diversas actividades como sanitarias, académicas y periodistas, destacando la importancia de una prensa y una publicidad comprometida con la igualdad y accesible a todos los públicos.
Legalmente a nivel estatal sólo el sindicato Confederación Intersindical convocó oficialmente ante la Administración paros parciales para el 8 de marzo. También a nivel autonómico la CGT en Andalucía presentó formalmente la convocatoria respaldando así jurídicamente el derecho al paro laboral. Los sindicatos CCOO y UGT secundaron las protestas y los paros pero no las convocaron.

### Países
Los países que participaron del Paro Internacional de Mujeres en 2017 son los siguientes:
| \| - Alemania - Argentina[32][33][34] - Australia - Bélgica - Bolivia[35][36] - Brasil - Canadá - Camboya - Chad - Chile[37] - Colombia[38] - Corea del Sur - Costa Rica[39] - Cuba[40] - Ecuador[41] - El Salvador - Escocia - España[42][43] \| - Estados Unidos - Fiyi - Finlandia - Francia - Guatemala[44] - Haití - Honduras - Hong Kong - Hungría - Irlanda del Norte - Israel - Italia - Lituania - Malta - México[45] - Montenegro - Birmania - Nicaragua \| - Pakistán - Panamá - Paraguay - Perú[46] - Polonia - Portugal - Puerto Rico - República Checa - República Dominicana - Irlanda - Reino Unido - Rusia - Senegal - Suecia - Tailandia - Turquía - Ucrania - Uruguay[47] - Venezuela \| | | |
| - Alemania - Argentina - Australia - Bélgica - Bolivia - Brasil - Canadá - Camboya - Chad - Chile - Colombia - Corea del Sur - Costa Rica - Cuba - Ecuador - El Salvador - Escocia - España | - Estados Unidos - Fiyi - Finlandia - Francia - Guatemala - Haití - Honduras - Hong Kong - Hungría - Irlanda del Norte - Israel - Italia - Lituania - Malta - México - Montenegro - Birmania - Nicaragua | - Pakistán - Panamá - Paraguay - Perú - Polonia - Portugal - Puerto Rico - República Checa - República Dominicana - Irlanda - Reino Unido - Rusia - Senegal - Suecia - Tailandia - Turquía - Ucrania - Uruguay - Venezuela |

## Segundo paro internacional de Mujeres (2018)
El Paro Internacional de Mujeres o Huelga Internacional Feminista del 8-M fue una movilización que tuvo lugar el 8 de marzo de 2018, en el Día Internacional de la Mujer Trabajadora/Día Internacional de la Mujer. Fue convocada por organizaciones feministas y aliadas de la lucha por los derechos de las mujeres en todo el mundo. Se produjo la adhesión de más de 170 países y una gran cantidad de actividades locales relacionadas.

## Paro Internacional 2021
Siguiendo con la iniciativa del Paro internacional Feminista y Reproductivo, el 8 de marzo de 2021 se convoco una huelga feminista. 
En Argentina, una multitud marcho desde la Avenida Mayo y 9 de Julio hacia el Congreso de la nación con la consigna: "Trabajadoras somos todas. Vivas, libres y desendeudadas nos queremos". Entre las demandas se encontraban la reforma judicial feminista, el cese de la justicia patriarcal y la aplicación efectiva de la Ley Micaela. Además de Buenos Aires, las movilizaciones se replicaron en el resto del país. En Córdoba, algunos sindicatos se movilizaron desde Plaza Colón hasta Tribunales, mientras que la asamblea local de Ni Una Menos convocó para esa misma hora en Colón y Cañada, en la capital provincial.